# سندرم مورجلن
سندرم مورجلن (به انگلیسی:"Morgellons syndrome" یا "Morgellons disease") حالتی است که در آن، فرد، احساسات غیرواقعی مبنی برگزیده شدن یا سوزش در پوست خود دارد؛ به‌طور مثال، فرد ممکن است که فکر کند حشره‌ای در حال راه رفتن زیر پوست او است. برخی متخصصان معتقدند این بیماری جزء "بیماری‌های جسمی" است.
گاه بیمار با مشاهده تصاویر غیر واقعی در زندگی روزمره به‌ویژه در هنگام رانندگی، برای خود مشکلات جدی مثل تصادف ایجاد می‌نماید؛ اما برخی از این بیماران با شنیدن صداهای شدید عکس‌العمل نابهنجار از خود نشان می‌دهند.
برخی از محققان مورجلن‌ها را راهکار اتصال ذهن و تفکر موجودات زنده با یک شبکه Neuralink در بیرون از بدن می‌بینند.

## علائم و نشانه‌ها
احساسات نامطلوب بر روی پوست، اصلی‌ترین مشکل بیماران است. همچنین بیماران، ممکن است دارای علائم زیر باشند:
- اختلال در حس لامسه «داشتن احساس راه رفتن حشرات روی پوست»
- احساس سوزش زیر پوست
- احساس خارش شدید
- زخم‌های سطحی روی پوست
- شنیدن صداهای غیر واقعی
- مشاهده تصاویر غیر واقعی
- اختلال در حس بویایی
- اختلال در حس چشایی

علائمی که به دنبال احساس خارش زیرپوستی اتفاق می‌افتند شامل:
- مشکل در تمرکز حواس
- خستگی شدید
- مشکل در به خواب رفتن بیمار
- مشکل در سیستم عصبی
- آسیب به حافظه کوتاه مدت
- راه رفتن مورچه در مغز

## درمان
هنوز درمان قطعی ای برای سندرم مورجلن یافت نشده‌است. درمان مشکلات و علائم پیش‌آمده در اثر این بیماری می‌تواند به فرد در راحت‌تر تحمل کردن بیماری کمک کند.